# 花药黑粉菌
花药黑粉菌（学名：Ustilago violacea）是属于黑粉菌目黑粉菌科黑粉菌属的一种真菌，寄生在石竹科植物上，可引起石竹科的花药黑粉病。该种分布于中国、日本、哈萨克斯坦、格鲁吉亚、亚美尼亚、丹麦、挪威、瑞典、芬兰、立陶宛、俄罗斯、乌克兰、摩尔多瓦、波兰、斯洛伐克、匈牙利、德国、奥地利、瑞士、荷兰、英国、法国、西班牙、葡萄牙、意大利、南斯拉夫、罗马尼亚、保加利亚、希腊、阿尔及利亚、摩洛哥、美国等地。